# Nothoscordum stenandrum
Nothoscordum stenandrum är en amaryllisväxtart som beskrevs av Pierfelice Ravenna. Nothoscordum stenandrum ingår i släktet vaniljlökar, och familjen amaryllisväxter. Inga underarter finns listade i Catalogue of Life.